# 蒙美路
蒙美路（1940年2月—），女，广西宾阳人，中国政治人物，湖北省政协原副主席，第九届全国政协委员。

## 生平
1972年6月加入中国共产党。1958年9月至1962年9月，在华中师范学院中文系学习。1962年9月至1964年5月，广济县武穴中学教师。1964年5月至1970年2月，在广济县人事局、妇联、革委会政工组工作。1970年开始从事统一战线工作。1993年4月至1998年10月，任中共湖北省委统战部部长。1998年10月至2006年1月，任湖北省政协副主席。
蒙美路曾任湖北省见义勇为基金会理事长，第九届全国政协委员（1998年－2003年）。